# Carlo d'Adda
Carlo d'Adda (Milano, 24 novembre 1816 – Milano, 25 giugno 1900) è stato un politico e patriota italiano.

## Biografia
Carlo d'Adda nacque a Milano il 24 novembre 1816, figlio ultrogenito del marchese Febo e di sua moglie, la contessa Marie Leopoldine von Khevenhüller-Metsch (figlia del funzionario austriaco Johann Emanuel Joseph von Khevenhüller-Metsch e di Maria Giuseppina Mezzabarba). Suo padre, allievo di Giuseppe Parini, era cugino di Federico Confalonieri, patriota che ispirò al giovane Carlo le prime idee rivoluzionarie che iniziò a manifestare dopo la morte del padre nel 1839, quando decise di interrompere gli studi di giurisprudenza che aveva intrapreso sotto la guida della famiglia.
Seguendo l'esempio del fratello maggiore Giovanni, si affiliò segretamente (pur senza aderirvi ufficialmente) alla Giovine Italia in Lombardia, entrando ben presto in contatto con Cesare Correnti e Carlo Cattaneo.
Per sostenere gli sforzi della causa rivoluzionaria accordò ai patrioti milanesi larghi fondi personali che gli derivavano dalla rendita del feudo di Isola Balba nel lodigiano oltre ai cospicui possedimenti pervenutigli per parte della madre, erede dell'intero patrimonio dei Khevenhüller, noti in particolare nel campo delle filande. Per le sue idee, decise di trascorrere molto tempo al di fuori della Lombardia, in particolare in Francia dove si mantenne in contatto con gli esuli politici. Grazie all'amicizia comune con Cristina Trivulzio di Belgiojoso, conobbe Camillo Benso di Cavour e Bettino Ricasoli. Nel 1847 venne contattato anche da Giuseppe Mazzini, ma egli tendeva a collocarsi piuttosto sul fronte moderato.
Con lo scoppio delle rivoluzioni del 1848, fece ritorno a Milano dove si schierò apertamente per disporre la difesa armata del popolo contro i soprusi degli austriaci, ma con la soppressione dei moti dovette cercare rifugio a Torino, appoggiandosi a Carlo Alberto di Savoia che lo nominò capitano del reggimento di cavalleria "Novara". Dimorò in seguito a lungo in Francia, mantenendosi al di fuori della politica nazionale ed in particolare di quella milanese.
Con l'amnistia del 1850, fece ritorno a Milano, mantenendo comunque stretti contatti con gli ambienti esteri, facendo della propria casa uno dei centri più attivi di resistenza anti-austriaca, coadiuvato in questo dalla moglie, Maria Conceptión Falcó Valcárcel Pio di Savoia (1826-1893), che aveva sposato alla fine del 1846 (quest'ultima era la figlia di Juan Falcó y Valcárcel, XIII marchese di Castel Rodrigo e di Carolina d'Adda, sorella di Carlo).
Con la liberazione di Milano nel 1859, l'anno successivo venne nominato senatore e quindi riprese a dedicarsi in maniera più ampia alla vita politica ed economica locale, figurando altresì fra i soci della Cerimedo & C.. In campo sociale divenne presidente della Congregazione di Carità di Via Olmetto a Milano, una delle più significative dell'epoca, con la quale si occupò della distribuzione gratuita delle vivande ai meno abbienti.
Schieratosi con Francesco Crispi sul finire dell'Ottocento, morì il 25 giugno 1900, preceduto poche ore prima dal figlio Giovanni (1856-1900). Degli altri figli avuti dalla moglie, il primogenito morì appena nato e gli sopravvisse solo Leopolda (1847-1922) che sposò il conte Annibale Brandolini che ottenne nel 1914 la facoltà di aggiungere al proprio il cognome d'Adda per i propri discendenti.